# Лукас, Джонни
Джонни Лукас Флора Барбоса (порт. Jhonny Lucas Flora Barbosa более известный, как Джонни Лукас порт. Jhonny Lucas; родился 21 февраля 2000 года, Куритиба, Бразилия) — бразильский футболист, полузащитник клуба «Парана».

## Клубная карьера
Лукас — воспитанник клуба «Парана». 27 сентября 2017 года в матче против «Наутико» он дебютировал в бразильской Серии B. По итогам сезона клуб вышел в элиту. 22 апреля 2018 года в матче против «Коринтианс» он дебютировал в бразильской Серии А. 29 апреля в поединке против «Спорт Ресифи» Джонни забил свой первый гол за «Парану».